# Ортофосфат марганца(II)
Ортофосфат марганца(II) — неорганическое соединение, соль металла марганца и ортофосфорной кислоты с формулой Mn3(PO4)2,
бесцветные кристаллы,
плохо растворимые в воде,
образует кристаллогидраты.

## Получение
- Тригидрат ортофосфата марганца встречается в природе в виде минерала реддингит.

- Действие гидрофосфата натрия на растворимые соли марганца:

{\displaystyle {\mathsf {3MnCl_{2}+4Na_{2}HPO_{4}\ {\xrightarrow {}}\ Mn_{3}(PO_{4})_{2}\downarrow +6NaCl+2NaH_{2}PO_{4}}}}

## Физические свойства
Ортофосфат марганца(II) образует бесцветные кристаллы,
плохо растворимые в воде.
Образует кристаллогидраты состава Mn3(PO4)2•n H2O, где n = 1, 2, 3, 7.

## Химические свойства
- Кристаллогидраты при нагревании ступенчато разлагаются:

{\displaystyle {\mathsf {Mn_{3}(PO_{4})_{2}\cdot 7H_{2}O\ {\xrightarrow[{-H_{2}O}]{100^{o}C}}\ Mn_{3}(PO_{4})_{2}\cdot 3H_{2}O\ {\xrightarrow[{-H_{2}O}]{250^{o}C}}\ Mn_{3}(PO_{4})_{2}\cdot H_{2}O\ {\xrightarrow[{-H_{2}O}]{700^{o}C}}\ Mn_{3}(PO_{4})_{2}}}}